# Nicolae Mureșan
Nicolae Mureșan (n. 15 martie 1957, sat Bolda, comuna Beltiug, județul Satu Mare) este un interpret de muzică populară.
El a crescut și urmat clasele 1-4 la Bolda, iar clasele 5-8 în comuna Beltiug unde a stat până în anul 1972 la internat. Părinții lui au fost Ioan și Floare Muresan. Tatăl său (decedat în 1962) era pădurar și știa să cânte la vioară.
În anul 1985, Nicolae Mureșan a câștigat locul 1 la Festivalul Floare din grădină.
Are 2 fii. Fiul său mai mare, Nicolae Mureșan junior, va duce mai departe tradiția tatălui său. Celălalt fiu al său, jandarm de meserie, se va căsători la data de 19 octombrie 2013 cu sătmăreanca Stan Dana (n. 1990), absolventă de Asistență Medicală în cadrul Universității de Vest Vasile Goldiș. Stan Dana este născută în satul Medișa, comuna Viile Satu Mare, județul Satu Mare. Părinții ei, Gheorghe și Florica, originari din Medișa lucrează în Sines, Portugalia ca muncitor, respectiv femeie de servici. Fratele Danei, Stan Răzvan (n. 1988) lucrează în Paris, Franța la o întreprindere de electricitate.

## Repertoriul

### Cântece Populare
1. Codrule la poala ta;
2. Tine-mă doamne pe mine;
3. Trecui asară prin codru;
4. Veselos ii neamul meu;
5. La multi ani cu bucurie;
6. M-o făcut maica lunea;
7. Codrule cind te treceam;
8. Viu din codru pe cărare;
9. Drag mi-i dantul pă picior;
10. Pân pädurea satului;
11. Mindre cintece străbune;
12. Frunză verde lemn domnesc;
13. Fă-mă floarea florilor;
14. Măi mindrută pentru tine;
15. Codrule cu frunză lată;
16. Ceatără lemnut cu dor;
17.Când eram în vremea mea;
18. Nu-s ficior de la oras;
19. Fain cântă frunza-n codru.  

### Cântece bisericești
1.Din raiul cel frumos;
2.La cununa Dealului;
3.Mărut Mărgăritar;
4.Nunta din Gana Galilei;
5.Pe sub cer răsare;
6.Sara peste sat se lasă;
7.Trei crai de la răsărit;
8.Trei păstori. 